# René-Paul Fouché
Pour les articles homonymes, voir Fouché.
René-Paul-Gabriel Fouché, né le 24 juin 1893 à Houdan (Seine-et-Oise) et mort le 17 avril 1974 à Paris 17e, est un docteur en pharmacie et chimiste à l'origine de la tisane Boldoflorine.

## Biographie
En 1933 il crée la formule de la Boldoflorine, la « bonne tisane pour le foie » dont le slogan publicitaire fut enregistré par Charles Trenet. Le célèbre refrain, qui marqua plusieurs générations, sera diffusé à la radio puis à la télévision jusque dans les années 1970. 
La Boldoflorine, fabriquée dans son laboratoire de Houdan dans la région parisienne, est une des premières formes de médication familiale populaire, avec le sirop des Vosges Cazé et l'Aspro. René-Paul Fouché est un précurseur. L'un des premiers il a compris l'intérêt que présente la publicité. Lorsqu'il entend la petite musique lors d'une projection de films de Laurel et Hardy, il décide de rencontrer Marcel Bleustein-Blanchet, de Publicis Groupe, pour faire un des premiers jingle radio. S'ensuivront les affiches, dont certaines sont devenues célèbres, comme celle de la charmante infirmière tenant une tasse fumante, et dont le corps est une plante de boldo. Il va même jusqu'à sponsoriser le Tour de France en lui fournissant la première ambulance. René Fouché fondera également la Société Radio-productions de Paris,,.